# Vodafone FM
A Vodafone FM foi uma rádio portuguesa, fundada pelo antigo grupo Media Capital Rádios em parceria com a Vodafone a 26 de janeiro de 2011. Inicialmente a emitir apenas em Lisboa (107,2 MHz) e Porto (94,3 MHz), no final de 2013 viu a sua cobertura reforçada na zona de Lisboa e em Coimbra (103.0 MHz).
Aquando do seu lançamento esta estação emitiu essencialmente música indie e rock alternativo, apoiando também a nova música portuguesa, direccionada para um público jovem adulto. A 10 de novembro de 2021, a Vodafone FM assumiu um novo repertório musical,  com música composta por R&B, indie pop, soft hip-hop e soul.
Em 2022, o Bauer Media Group adquiriu o grupo que detinha a Vodafone FM, de onde também fazia parte a Rádio Comercial, M80, Cidade FM e Smooth FM.
No dia 5 de agosto de 2023, a Vodafone FM foi extinta, nascendo no seu lugar com as mesmas frequências de rádio a Batida FM, encerrando um ciclo de 12 anos da Vodafone FM.